# Regulatorische T-Zelle
Regulatorische T-Zellen (TReg), früher auch als Suppressor-T-Zellen bezeichnet, sind eine spezialisierte Untergruppe der T-Zellen. Sie haben die Funktion, die Aktivierung des Immunsystems zu unterdrücken und dadurch die Selbsttoleranz des Immunsystems zu regulieren. Sie verhindern dadurch im gesunden Organismus die Entstehung von Autoimmunkrankheiten. Regulatorische T-Zellen kommen bei Wirbeltieren vor, die ein adaptives Immunsystem besitzen.

## Charakterisierung der regulatorischen T-Zellen (TReg)
Immunantworten sind sowohl quantitativ als auch qualitativ darauf ausgelegt, eine optimale Abwehrleistung zu erzielen. So sollen die unterschiedlichsten Krankheitserreger erfolgreich bekämpft, die natürliche Tendenz zur Autoimmunität unter Kontrolle gehalten und die Lymphozyten-Effektorpopulationen durch homöostatische Prozesse in ausreichender Anzahl und funktionsfähig bereitgestellt werden. Die Kontrollmechanismen, welche diesen Aufgaben zugrunde liegen, sind komplex und schließen für die Regulation autoreaktiver T-Zellen unterschiedliche Mechanismen ein. Hierzu gehören die Deletion von peripheren T-Zellen, die differentielle Wirkungsweise der Zytokine IL-10 und TGF-β, die Kompetition um Antigene, Wachstums- oder Differenzierungsfaktoren, die Limitierung der klonalen Expansion durch Aktivierung von CTLA4 sowie die Induktion des programmierten Zelltodes über Fas/FasL-vermittelte Signale.
In den letzten Jahren haben sich zusätzlich die Hinweise gehäuft, dass regulatorische T-Zellen an der Limitierung einer Immunantwort gegenüber Fremdantigenen und an der Erhaltung der Toleranz gegenüber Selbst-Antigenen zentral beteiligt sein könnten. Aufgrund spezifischer Marker und spezieller Zytokinprofile können regulatorische T-Zellen sowohl phänotypisch als auch funktionell in unterschiedliche Subpopulationen (CD4+-CD25+-T-reg-Zellen, TH3-Lymphozyten und NKT-Zellen) unterteilt werden.

## Typen der regulatorischen T-Zellen(TReg)

### CD4+-CD25+-T-reg-Zellen
Die erste Population der regulatorischen T-Zellen entsteht auf natürliche Weise im Thymus (natural occuring T regs). Diese Zellen wurden bisher anhand der Oberflächenmarker CD4 und CD25 (α-Kette des IL-2-Rezeptors) identifiziert. CD4 ist allerdings auch auf T-Helferzellen zu finden und CD25 findet sich auch auf der Oberfläche anderer T-Zellen, nach deren Aktivierung im Rahmen einer Immunantwort. Nach Stimulierung können diese als CD4+-CD25+- umschriebenen regulatorischen T-Zellen die Zytokine IL-4, IL-10 und TGF-β bilden, welche wohl nicht ausschließlich, aber doch zum Teil für die regulatorische Effektorfunktion verantwortlich gemacht werden. In-vitro-Untersuchungen zeigen auf, dass CD4+-CD25+-T-Zellen selbst anerg sind und nur bei Zugabe von IL-2 und entsprechender Stimulierung über den T-Zell-Rezeptor zur Proliferation aktiviert werden können. Die In-vitro-Funktion der Immunregulation ist bei diesen Zellen unabhängig von der Produktion von IL-10 und TGF-β, doch bedarf es hierzu eines direkten Zell-Zell-Kontaktes, ohne dass aber schon ausreichend geklärt wäre, ob dieser Kontakt zuerst zwischen antigenpräsentierenden Zellen zu erfolgen hat oder ob die regulatorischen T-Zellen direkt mit naiven T-Zellen assoziieren können.
Die TReg-Zellen werden heute über die Expression des Transkriptionsfaktors FOXP3 (forkhead box protein 3) identifiziert. Ferner lassen sich regulatorische T-Lymphozyten auch durch die niedrigere Expression des Interleukin-7-Rezeptors (IL-7R, CD127) gegenüber Helferlymphozyten unterscheiden, die den IL-7-Rezeptor auf der Zelloberfläche tragen. Dieser Nachweis hat gegenüber der FOXP3-Messung den Vorteil, dass der Marker auf der Zellmembran und nicht intrazellulär wie FOXP3 lokalisiert ist und sich deshalb leichter anfärben lässt.
Eine neue Analysemethode für TReg-Zellen, die sich sowohl im Blut als auch in Gewebeproben anwenden ließe, beruht auf einem TReg-spezifischen epigenetischen Marker, genauer einem bestimmten DNA-Methylierungsmuster im Bereich des FOXP3-Gens. Die hohe Expression von FOXP3 in TReg-Zellen geht mit einer Demethylierung der Treg-spezifischen Region (TSDR) einher. Diese Demethylierung ist absolut spezifisch für TReg-Zellen und wurde bis jetzt in keinem anderen Zelltyp – einschließlich humaner Effektor-T-Zellen, die nach Aktivierung eine transiente Foxp3-Expression zeigen – beobachtet. Der Nachweis der Demethylierung erfolgt auf DNA-Ebene, z. B. durch Behandlung der isolierten DNA mit Bisulfit und darauf folgender quantitativer PCR (siehe auch DNA-Methylierung, Epigenetik).
CD4+- TRegs kommen vermehrt im Ascites und Tumorläsionen vor. Sie supprimieren dort die T-Zellaktivierung.
CD8+- TRegs sind Gedächtniszellen, die die tumorassoziierte dendritische Zellfunktion unterdrücken. Außerdem supprimieren sie die T-Zellaktivierung durch Produktion von IL-10.
Zentral für die Aktivierung dieser Art von TReg-Zellen ist die Produktion des Enzyms Indolamin-2,3-Dioxygenase durch dendritische Zellen.

### TR1-Zellen
Eine zweite Population regulatorischer T-Zellen entsteht in der Peripherie und sezerniert IL-10, IFN-γ, TGF-β und IL-5, aber kein IL-2 oder IL-4. Durch dieses Zytokinmuster können TR1--Zellen von nicht-polarisierten (Typ0) und polarisierten (Typ1 und -2) T-Zellen unterschieden werden.
TR1--Zellen proliferieren nach Aktivierung über T-Zell-Rezeptor nur in beschränktem Maß, was auf die autokrine Bildung des suppressiv wirkenden Zytokins IL-10 zurückgeführt wird. Dieser Umstand ist dann auch hauptsächlich dafür verantwortlich, weshalb TR1-Zellen bis anhin nur ungenügend charakterisiert werden konnten. So ist bekannt, dass TR1-Zellen durch die Sekretion von TGF-β und/oder IL-10 sowohl eine Typ1- als auch eine Typ2-gerichtete Immunantwort unterdrücken können. Diese Einflussnahme auf die Aktivierung und Proliferation von Antigen-stimulierten, naiven T-Zellen kann durch neutralisierende Antikörper gegen TGF-β und IL-10 aufgehoben werden und ist deshalb unabhängig von einem direkten Zell-Zell-Kontakt. Ferner hemmen TR1-Zellen die Antikörperproduktion durch B-Zellen und die Fähigkeit zur effizienten Antigenpräsentation durch Monozyten und dendritische Zellen. Diese unterschiedlichen, vorwiegend in vitro etablierten Funktionen werden auch für die suppressive In-vivo-Aktivität der TR1-Zellen verantwortlich gemacht.
TR1-Zellen entwickeln sich aus naiven T-Zellen, wobei das lokale Zytokinmilieu (unter anderem TNF-α IL-10 und wahrscheinlich andere Zytokine) und der Reifestatus der Antigen-präsentierenden Zellen entscheidenden Einfluss darauf nehmen, dass die T-Zell-Antigenrezeptor-vermittelte Aktivierung von TR1-Zellen führt.

### Typ3-T-Helferzellen (TH3-Lymphozyten)
Die genauen Funktionen der TH3-Zellen sind noch nicht vollständig geklärt. Auch diese Population regulatorischer T-Zellen entsteht in der Peripherie des Immunsystems. Antigene, welche über den Magen-Darm-Trakt aufgenommen werden, führen in der Regel zu einer beschränkten T-Zell-Aktivierung, ohne dass es zu einer eigentlichen Immunantwort kommt. Diese Beobachtung wird durch das Phänomen der oralen Toleranz erklärt. TH3-Zellen, welche ausreichende Mengen an immunsuppressiven Zytokinen (vornehmlich der Wachstumsfaktor TGF-β, IL-4 und IL-10) sezernieren, scheinen regulatorische Funktionen zu übernehmen.

### NK-T-Zellen
NK-T-Zellen unterscheiden sich in mehrfacher Hinsicht von den oben behandelten T-Zell-Populationen. Das Vorhandensein eines T-Zell-Rezeptors weist sie eindeutig als T-Zellen aus, sie tragen jedoch (zumindest in bestimmten Mausstämmen) einen eigentlich für NK-Zellen typischen Oberflächenmarker – daher rührt auch ihr Name. Unter der Bezeichnung NK-T-Zellen werden eine Reihe unterschiedlicher Subpopulationen zusammengefasst, deren gemeinsames Merkmal es ist, dass ihre Aktivierung nicht durch klassische MHC-Komplexe ausgelöst wird. Diese Subpopulationen werden entsprechend ihrem Phänotyp und ihrer Funktion unterteilt; sie können CD8 oder CD4 tragen bzw. negativ für beide Korezeptoren sein, und sowohl lytische als auch regulatorische Aktivitäten aufweisen. Am besten charakterisiert ist die Subpopulation der invarianten NK-T, deren TCR stets aus einer invariante α-Kette in Kombination mit drei verschiedenen β-Ketten besteht. Dieser TCR bindet an ein MHC-ähnliches Molekül, CD1d, das im Unterschied zu den klassischen MHC-Komplexen nicht Peptide, sondern Glycolipide präsentiert. Ein über CD1d präsentiertes, häufig als Modellantigen eingesetztes Glycolipid ist α-Galactosylceramid, das ursprünglich aus einem Schwamm isoliert wurde und wegen starker krebshemmender Wirkung auffiel. Erkennen iNKT-Zellen von dendritischen Zellen präsentiertes α-Galactosylceramid, kommt es innerhalb weniger Stunden zu einer massiven Ausschüttung der Zytokine IL-4, IFN-γ und IL-10. Dies führt zu einer starken Aktivierung weiterer Immunzellen (dendritische Zellen, T und B-Zellen, NK-Zellen) und lenkt den Verlauf der ausgelösten Immunantwort in eine – je nach Umständen – humoral oder zellulär betonte Richtung. Die Anzahl der iNKT-Zellen kann sich nach Aktivierung vervielfachen (maximale Menge nach etwa drei Tagen) und fällt dann nach ein bis zwei Wochen auf die ursprüngliche Größe zurück. Dabei erfolgt keine Ausbildung von Gedächtniszellen, eigentlich einem Kennzeichen der adaptiven Immunantwort.
NK-T-Zellen vereinen somit Eigenschaften des adaptiven und des angeborenen Immunsystems: das Vorhandensein eines T-Zell-Rezeptors auf der einen Seite und die fehlende Kontrolle durch klassische MHC-Komplexe sowie die sehr schnelle Zytokin-Ausschüttung auf der anderen Seite. Ihre Fähigkeit, eine Immunantwort in die humorale Richtung zu lenken, hat sich im Tiermodell positiv auf den Verlauf von Autoimmunreaktionen ausgewirkt. Auch beim Menschen hat die Gabe von α-Galaktosylceramid in ersten präklinischen Studien zu Erfolg versprechenden Ergebnissen geführt, so dass die Hoffnung besteht, auf der Basis dieser Substanz eine Therapie für Autoimmunerkrankungen zu entwickeln.

### CD8+-regulatorische Zellen
Zusätzlich zu den bereits erwähnten regulatorischen T-Zellen sind auch noch weitere T-Zell-Populationen bekannt, welche einen vornehmlich in vitro dokumentierten suppressiven Effekt auf die Aktivierung naiver T-Zellen ausüben. So scheinen die durch wiederholte Antigenstimulation in vitro generierten CD8+CD28−-T-Zellen über ihren direkten Zell-Zell-Kontakt und unabhängig von den ihnen sezernierten Zytokinen eine hemmende Funktion ausüben zu können. Dabei nehmen sie regulatorisch auf Antigen-präsentierende Zellen Einfluss und blockieren deren Hochregulation von CD80/CD86, CD54 und CD58. Der molekulare Mechanismus, welcher dieser Inhibition zu Grunde liegt, bedingt die Aktivierung der T-Zell-ständigen Rezeptoren ILT3 (Immunoglobulin-like transcript)-3 und ILT4. Diese den KIR (killer cell inhibitory receptor) verwandten Moleküle wirken über den nachgeschalteten Einbezug der SHP1-Phosphatase inhibierend auf die Zellaktivierung. Während der Ligand für ILT3 noch unbekannt ist, bindet sich ILT4 an HLA-A, -B,-C, und -G auf der Oberfläche Antigen-präsentierender Zellen und moduliert die über CD40 und andere Korezeptoren transduzierten Signale, so dass eine ausreichende T-Zell-Aktivierung ausbleibt.
Eine weitere Population von regulatorischen CD8+-T-Zellen kann in vitro durch die Stimulation mit CD40 aktivierten, plasmazytoiden dendritischen Zellen generiert werden. Diese regulatorischen CD8+-T-Zellen besitzen eine eingeschränkte Zytotoxizität, sezernieren vorwiegend IL-10 und besitzen phänotypische Merkmale, welche regulatorischen TR1-Zellen ähnlich sind.

## Geschichte
Die Existenz von regulatorischen T-Zellen war lange Zeit umstritten. Bereits in den 1970er Jahren berichteten verschiedene Forschungsgruppen – darunter die von Richard K. Gershon – von Suppressor-T-Zellen, die Autoimmunantworten unterdrücken konnten. In den 1980ern und 90ern wurde das Konzept in Zweifel gezogen, weil Daten nicht reproduzierbar waren und die molekularen Mechanismen unbekannt blieben.
Erst seit der Mitte der 1990er Jahre wurden TRegs verlässlich beschrieben und die Wirkmechanismen wurden teilweise aufgeklärt.